# NetHack
NetHack – komputerowa gra fabularna (RPG), zaliczająca się do gatunku roguelike (ang. podobne do Rogue). Nethack jest rozwinięciem gry Hack, która z kolei pochodzi od gry Rogue. Ta ostatnia dała nazwę całemu gatunkowi gier.
Gra publikowana jest w ramach jednej z pierwszych  licencji wolnego programowania, „Nethack General Public License”, stworzonej na bazie "the BISON general public license" opublikowanej w 1988 roku przez Richarda M. Stallmana (w kolejnym roku opublikował on pierwszą wersję GNU General Public License).
Ostatnia oficjalna wersja gry pochodzi z marca 2020 roku.
Gra dostępna jest w językach angielskim oraz niemieckim. Przetłumaczenie jej na każdy nowy język jest bardzo trudne, ponieważ autorzy nie przewidzieli żadnych ułatwień lokalizacji, większość wypisywanych komunikatów tekstowych jest wpisana w kod źródłowy programu gry.

## Charakterystyka ogólna
Rozgrywka w grze Nethack odbywa się w sposób turowy – tj. zdarzenia dzieją się w kolejnych ruchach, w tempie kontrolowanym przez gracza.
Celem gry jest zdobycie Amuletu Yendoru, który znajduje się gdzieś poniżej dwudziestego poziomu podziemi.
Nethack należy do unikatowego typu gier działających w trybie tekstowym, w których na ekranie przedstawiony jest widok poziomu podziemi, na którym aktualnie znajduje się gracz. Grafika składa się ze znaków ASCII, dobranych tak, by mniej więcej kojarzyły się z przedstawianymi przez nie obiektami (np. pies przedstawiony jest za pomocą literki d – ang. dog).

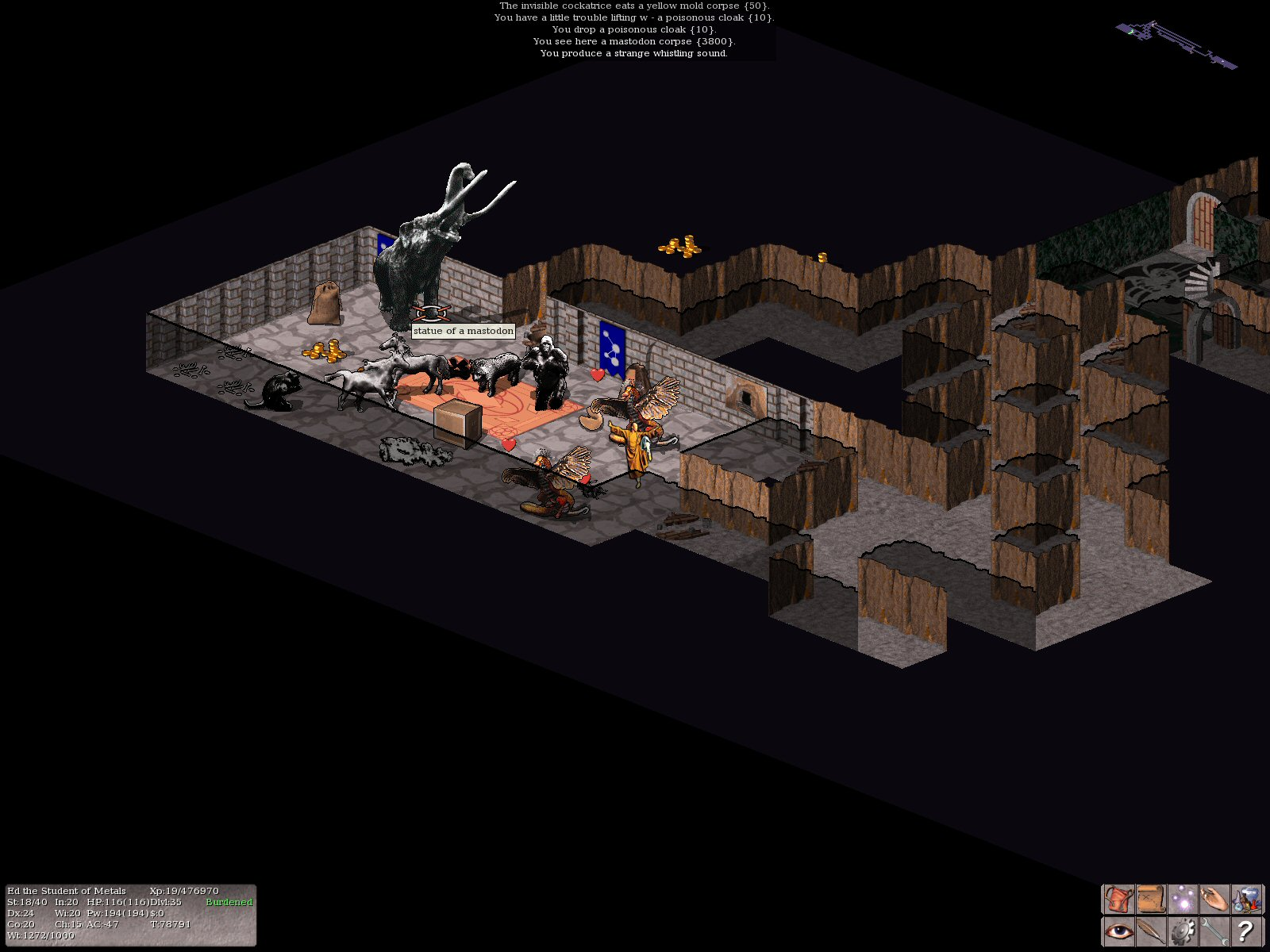
Gra Vulture’s Eye, posiada perspektywę izometryczną.

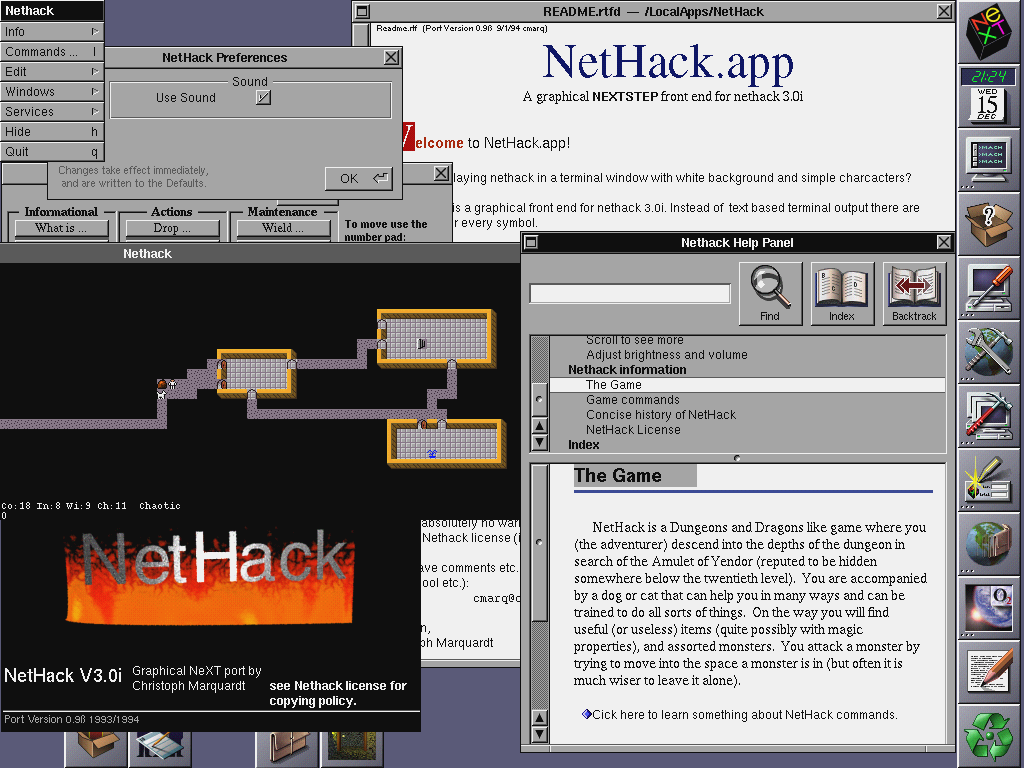
System NeXTStep z uruchomioną grą NetHack.

Dostępne są również wersje (bądź nakładki) Nethacka, bardziej zaawansowane graficznie – począwszy od kolorowej wersji korzystającej z rozszerzonego zestawu znaków PC, poprzez dostępną pod X11, svgalib, bądź Windows, wersję podmieniającą znaki tekstowe na graficzne „kafelki”, aż po w pełni graficzne wersje z interfejsami izometrycznymi (np. Vulture’s Eye), bądź też całkowicie trójwymiarowymi (np. Falcon's Eye, noeGNUd).
Mimo nieskomplikowanej grafiki, Nethack jest grą rozbudowaną. Gra oparta jest na systemie RPG bardzo zbliżonym do Dungeons & Dragons. Gracz może poruszać się poprzez ponad 20 poziomów podziemi, z których każdy może składać się dodatkowo z kilku równoległych krain. Część z nich jest generowana losowo a część zaprojektowana przez twórców gry.

## Historia
NetHack należy do najstarszych wciąż aktywnie utrzymywanych i rozwijanych gier komputerowych. Wzorowana na rogue gra Hack została stworzona około roku 1985, a jej głównym autorem był Jay Fenlason. Gra doczekała się kilku wersji na maszyny Unixowe, a dystrybuowana była za pośrednictwem Usenetu. Hack został przez innych programistów rozbudowany i przeniesiony na system MS-DOS i na Atari ST. Powstało w ten sposób kilka rozbieżnych wersji, numerowanych 1.03, 3.0, 3.2, 3.51, 3.6.
W roku 1987 Mike Stephenson zebrał wszystkie modyfikacje w jednej wspólnej wersji, której nadał nazwę NetHack 1.4. Dodany przedrostek Net- miał odzwierciedlać fakt, że gra powstała jako owoc współpracy programistów porozumiewających się wyłącznie za pośrednictwem internetu – na owe czasy był to unikatowy sposób współpracy. Przez dołączanie kolejnych modyfikacji, dostarczanych przez anonimowych często programistów, powstały wersje NetHack 2.2 i 2.3 (kilka wariantów).
Z czasem wokół Stephensona zawiązał się zespół programistów, współpracujących wciąż przez internet, który przyjął nazwę development team (później skróconą do DevTeam). Zespół ten przejął pełną kontrolę nad „oficjalnymi” wersjami gry i przyjął uporządkowany system zwalniania i numerowania kolejnych wersji. Pierwszą wersją gry sygnowaną przez DevTeam była wersja 3.0, upubliczniona w połowie roku 1989. Od tego czasu DevTeam co kilka lat publikuje kolejne „duże” wersje gry: 3.1 (luty 1993), 3.2 (kwiecień 1996), 3.3 (grudzień 1999), 3.4 (marzec 2003), 3.6 (grudzień 2015). Pomiędzy tymi „dużymi” wersjami, wzbogacającymi grę o nowe elementy, DevTeam przygotowuje wersje „małe”, z poprawkami znalezionych błędów.
Członkowie DevTeam-u ściśle przestrzegają zasady nieujawniania planów zespołu, ani co do planowanych zmian, ani dat publikacji kolejnych wersji. Nowa wersja ogłaszana jest dopiero, gdy jest gotowa i dostępna do pobrania.
NetHack został zaimplementowany i wciąż jest utrzymywany na dużej liczbie różnych platform sprzętowych i systemów operacyjnych. Aktualna wersja może być skompilowana i uruchomiona na platformach: Windows (wszystkie wersje), Unix (większość odmian), Linux, Apple Macintosh (również Mac OS X), MS-DOS, OpenVMS, Amiga, Atari, EPOC, oraz na większości urządzeń klasy Pocket PC z systemem Windows CE.

## Wybór postaci
Bohater może wybierać spośród wielu ról (np. czarodziej, walkiria, uzdrowiciel) i ras (np. człowiek, gnom, elf), płci oraz usposobienia. Wybór ten ma wpływ na m.in. późniejsze właściwości postaci, czy też posiadane przedmioty. Każda z ról otrzymuje w późniejszej fazie gry unikatowe dla siebie zadanie, a wykonanie go jest niezbędne do wygrania gry.

## Rozbudowanie środowiska gry
W grze dostępne są różne rodzaje eliksirów, czarów, broni, zbroi, czy jedzenia. O rozbudowaniu świadczy też to, że twórcy przewidzieli wiele różnych reakcji postaci na zdarzenia zewnętrzne – np. obciążona ponad miarę postać porusza się powoli i przy próbie zejścia ze schodów, spada z nich na dół i nie może powrócić na górę, lub to, że jeśli napisze się coś na piasku, to po jakimś czasie napis się częściowo zaciera i powoli zmienia swoje brzmienie. Doskonałym przykładem niestandardowej reakcji gry na zachowanie gracza może być fakt, że gdy próbuje się zanurzyć eliksir w samym sobie, gra wyświetla komunikat: „To jest butelka z eliksirem, a nie butelka Kleina”.
Jednym z efektów bogactwa możliwości używania przedmiotów i kombinowania efektów jest fakt, że Nethack nie ma praktycznie przedmiotów „bezużytecznych”. W olbrzymiej większości tego typu gier istnieją przedmioty takie jak trucizny, zwoje niszczące broń czy różdżki przywołujące potwory, będące „pułapkami” na graczy bezmyślnie próbujących wszystkiego, co znajdą. W Nethacku każdy praktycznie przedmiot można jakoś wykorzystać na korzyść gracza. W truciźnie można na przykład zanurzyć broń, by uzyskać groźniejszą broń zatrutą, ale postacie niektórych klas (np. rycerze) mogą ściągnąć na siebie gniew bóstwa używając zatrutej broni. Butelką z trucizną można też rzucić we wroga, powodując, w wypadku trafienia, obrażenia. Możliwości tego typu niestandardowych zastosowań przedmiotów i efektów czynią z NetHacka grę unikatową w swej klasie i powodują, że nawet bardzo doświadczeni gracze od czasu do czasu odkrywają nowe, nieznane sobie wcześniej sztuczki.
Jedną z najciekawszych anegdot ukazujących stopień rozbudowania gry jest historia gracza, który wpadł na pomysł użycia ciała potwora, którego dotyk zamieniał w kamień (cockatrice), jako broni. Ciało należało trzymać dłońmi ubranymi w rękawice, żeby uniknąć kontaktu z własną skórą. Broń spełniała swoje zadanie, dopóki gracz, niosący zbyt ciężki ekwipunek, nie spadł ze schodów i nie upadł na niesiony oręż, zamieniając się w kamień i tym samym kończąc rozgrywkę.

## Amulet Yendoru

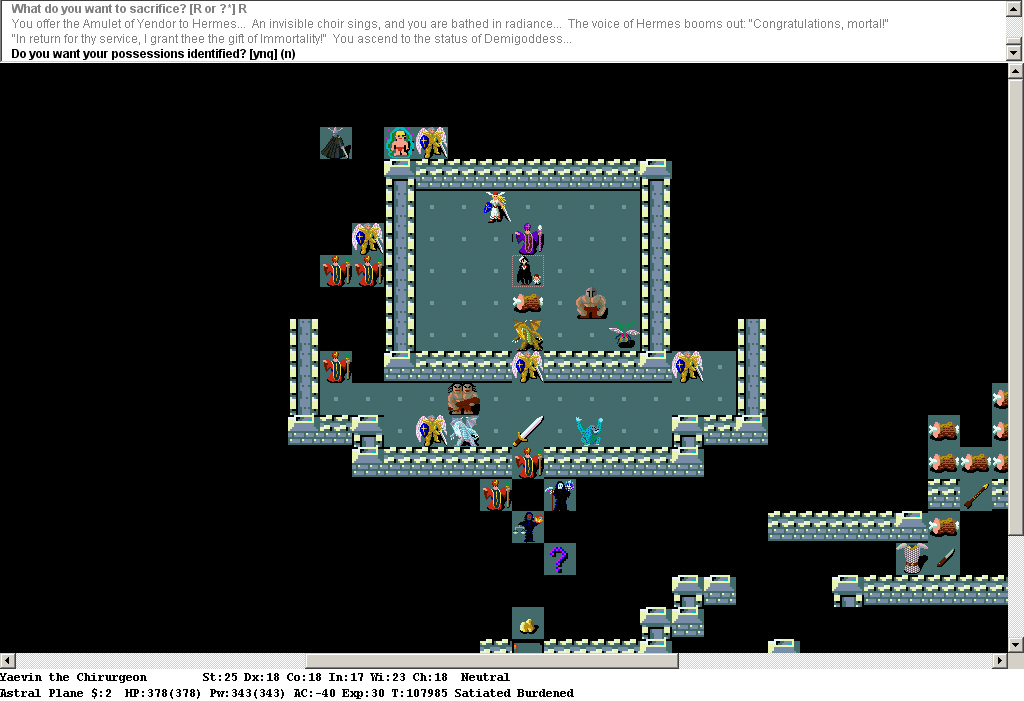
Gnomia uzdrowicielka została półboginią – NetHack w trybie graficznym

Celem gry jest zdobycie Amuletu Yendoru i dzięki niemu stanie się półbogiem, poprzez ofiarowanie go swojemu bogu. W praktyce, zadanie to okazuje się często skrajnie trudne, jeśli nie niemożliwe. Nie udokumentowano oficjalnie przypadku ukończenia gry bez pomocy materiałów pomocniczych, czyli informacji wyciągniętych np. wprost z kodu źródłowego gry.

## Śmierć
Podobnie jak w innych grach tego typu, śmierć bohatera jest ostateczna i kończy rozgrywkę. Gra nie oferuje możliwości cofnięcia się do ostatnio zachowanego stanu i wznowienia. Zachowywanie stanu gry służy jedynie jej przerwaniu, w celu późniejszej kontynuacji. Istnieje oczywiście możliwość sporządzania, poza kontekstem gry, kopii pliku z zachowanym jej stanem, i odtworzenie go z kopii po śmierci bohatera. Takie postępowanie jest jednak uważane przez społeczność graczy za formę oszustwa i moralnie potępiane.
Dla umożliwienia nowym graczom zapoznania się z mechanizmami gry bez frustrujących „szybkich śmierci”, NetHack oferuje tryb eksploracji (ang: explore mode). W tym trybie bohater nigdy nie umiera, a każda akcja normalnie powodująca śmierć kończy się przywróceniem go do życia w tym samym punkcie, z kompletem „punktów życia”. W trybie eksploracji gra nie zapisuje jednak uzyskanej punktacji.